# Centrum voor Natuur en Landschap
Het Centrum voor Natuur en Landschap is een museum in West-Terschelling in de Nederlandse provincie Friesland.

## Natuurmuseum
Het natuurmuseum geeft inzicht het ontstaan en ontwikkeling van het landschap van Terschelling.
- Waterloopkundig model van eb en vloed rond Terschelling
- Expositie Wadden, klimaat en weer in beweging
- Filmzaal: Waddenfilms
- Biotopen van het eiland

## Zeeaquarium
Het zeeaquarium heeft aquaria met meer dan 50 soorten vissen en andere zeedieren:
- Zeeanemonen: paardenanemoon, zeedahlia
- Bodemvissen: gehoornde slijmvis, tarbot, tong
- Haaien en roggen: hondshaai, kathaai, gewone pijlstaartrog, ruwe haai, stekelrog
- Krabben en zeekreeften: fluwelen zwemkrab, noordzeegarnaal, zeepokken, helmkrab, gewone heremietkreeft, noordzeekrab, noorse kreeft, gewone spinkrab, strandkrab, europese kreeft
- Pelagische vissen: adderzeenaald, botervis, dikkopje, diklipharder, driedoornige stekelbaars, driedradige meun, gevlekte lipvis, gewone pitvis, grote zeenaald, harnasmannetje, kabeljauw, kleine zeenaald, leng, mul, paling, kleine pieterman, grote pieterman, puitaal, rode poon, vierdradige meun, vijfdradige meun, wijting, zeebaars, zeedonderpad, slakdolf
- Platvissen: bot, griet, schar, schol
- Schelpen: alikruik en andere
- Gewone zeester

Ook is er een fraaie collectie schelpen afkomstig van Terschelling, een aaibak met stekelroggen en informatie over zeehonden.